# Musée du patrimoine anguillais d'East End
Le Musée du patrimoine anguillais est un musée situé dans le district d'East End, à Anguilla.

## Historique
Le seul musée d’Anguilla occupe un bungalow à côté de l’étang de sel.

## Collections
À l’intérieur, le musée propose une vision de l’histoire de l’île à travers un assortiment d’objets à travers les âges, allant du peuplement des anciens Arawaks à la visite de la reine Élisabeth II en 1994, en passant par la période de l'esclavage, les migrations vers la République dominicaine et la Grande-Bretagne au XXe siècle et la révolte des Anguillais en 1967 avec la proclamation de la République d'Anguilla.